# Nasutitermitinae
Sous-famille
Les Nasutitermitinae sont une sous-famille de termites de la famille des Termitidae.

## Liste des genres
Selon INPN (1er juillet 2025) :
- Agnathotermes Snyder, 1926
- Angularitermes Emerson, 1925
- Anhangatermes Constantino, 1990
- Araujotermes Fontes, 1982
- Atlantitermes Fontes, 1979
- Caetetermes Fontes, 1981
- Coatitermes Fontes, 1987
- Constrictotermes Holmgren, 1910
- Convexitermes Holmgren, 1910
- Cyranotermes Araujo, 1970
- Diversitermes Holmgren, 1912
- Hyleotermes Cuezzo, Scheffrahn & Constantino, 2022
- Nasutitermes Dudley, 1890
- Paraconvexitermes Cancello & Noirot, 2003
- Rotunditermes Holmgren, 1910
- Rounditermes Ensaf, Ponchel & Nel, 2003
- Subulitermes Holmgren, 1910
- Velocitermes Holmgren, 1912

Selon ITIS (28 mai 2025) :
- Cahuallitermes Constantino, 1994
- Nasutitermes Dudley, 1890
- Tenuirostritermes Holmgren, 1912

## Systématique
Le nom valide complet (avec auteur) de ce taxon est Nasutitermitinae Hare (d), 1937,.

### Publication originale
- (en) Laura Hare, « Termite Phylogeny as Evidenced by Soldier Mandible Development », Annals of the Entomological Society of America, College Park, Société d'entomologie d'Amérique et OUP, vol. 30, no 3,‎ 1er septembre 1937, p. 459–486 (ISSN 0013-8746 et 1938-2901, OCLC 1145791, DOI 10.1093/AESA/30.3.459).